# Xã Burnt Prairie, Quận White, Illinois
Xã Burnt Prairie (tiếng Anh: Burnt Prairie Township) là một xã thuộc quận White, tiểu bang Illinois, Hoa Kỳ. Năm 2010, dân số của xã này là 345 người.